# Алебион
Алебио́н, или Альбио́н (др.-греч. Άλβίων) — в греческой мифологии — один из братьев-великанов, упоминающихся в десятом подвиге Геракла.

## Мифология
Этот миф — часть десятого подвига Геракла, которому Еврисфей приказал пригнать в Микены коров Гериона — великана, жившего на острове Эрифия, что в океане на крайнем западе. Обратный маршрут Геракла пролегал через множество регионов Европы, в том числе и Лигурию, где и произошла его встреча с Алебионом и его братом по имени Дерцин (по другой версии — Бергион).
Алебион с братом были двумя великанами, как и многие из сыновей их отца Посейдона. Они спокойно жили в Лигурии, на северо-западе Италии. Однажды они увидели около своего жилища огромное количество коров. Это Геракл со своим стадом ступил на их землю. Посовещавшись, братья пришли к обоюдному решению, что неплохо было бы похитить часть животных. Геракл оказался опытным погонщиком и сразу заметил воров. Он предложил братьям вернуть украденное. Но они и не думали ничего возвращать. Завязалась жестокая битва. Альбион и Дерцин были поддержаны многочисленным войском. Геракл и его армия бились отважно, но затем у них закончились стрелы. Положение было очень трудное. Тогда Геракл помолился своему отцу Зевсу и попросил его о помощи. И Зевс откликнулся: на великанов посыпался град камней, и они были убиты. Так под защитой отца Гераклу удалось одержать победу и возвратить похищенных животных в стадо.
Эта история упоминается в работах Гая Юлия Гигина, Дионисия Галикарнасского, некоторых других авторов. Поэт Ликофрон в схолиях называет брата Алебиона Дерцина иначе: у него он значится под именем Лиг.